# Punta Playa
Punta Playa es un promontorio ubicado en el país suramericano de Venezuela, localizado en la isla de Corocoro frente a las aguas del océano Atlántico, administrativamente hace parte de la Parroquia Francisco Aniceto Lugo en el Municipio Antonio Díaz del Estado Delta Amacuro en las coordenadas geográficas 8°34′56.9″N 60°09′21.4″O / 8.582472, -60.155944. Forma parte de la Reserva Forestal Imataca, posee una costa baja, con marismas y estuarios.
La punta es lugar polémico, puesto que marca el límite establecido por el Laudo de 1899 que pretendía definir las fronteras entre Venezuela y la entonces colonia de la Guayana Británica, laudo que Venezuela declararía nulo e írrito. Mientras que Guyana lo considera el inicio de la frontera entre este último país y Venezuela, desde el punto de vista venezolano marca el inicio del territorio esequibo o Guayana Esequiba, un territorio entre la Punta Playa y el río Esequibo, reclamado por Venezuela. Ambos países firmaron el Acuerdo de Ginebra y el Protocolo de Puerto España, para intentar solucionar la disputa pacíficamente.